# Charleville (stacja kolejowa)
Charleville (ang: Banteer railway station) – stacja kolejowa w miejscowości Charleville, w hrabstwie Cork, w Irlandii. Znajduje się na Dublin – Cork. Została otwarta w 1853 roku. 
Stacja jest zarządzana i obsługiwana przez Iarnród Éireann.

## Linie kolejowe
- Linia Dublin – Cork